# Флодин, Патрик

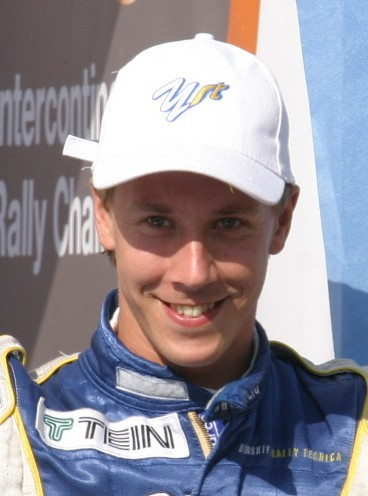
Флодин на Ралли Россия — 2009

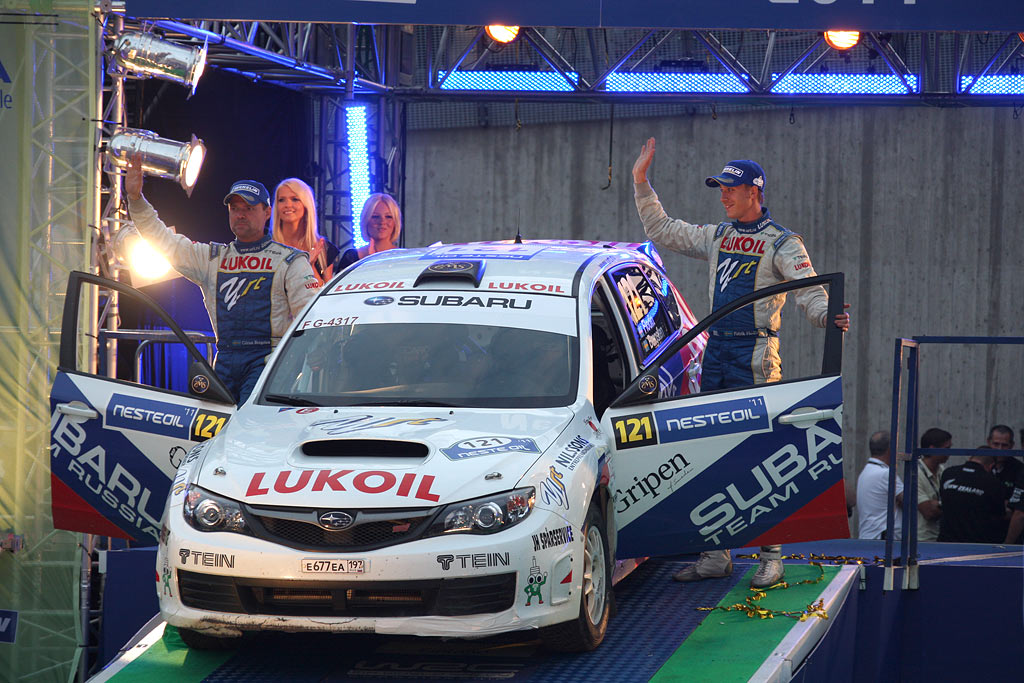
Бронзовый подиум Патрика Флодина на этапе Чемпионата мира по ралли в классе автомобилей PWRC (Neste Oil Rally Finland-2011)

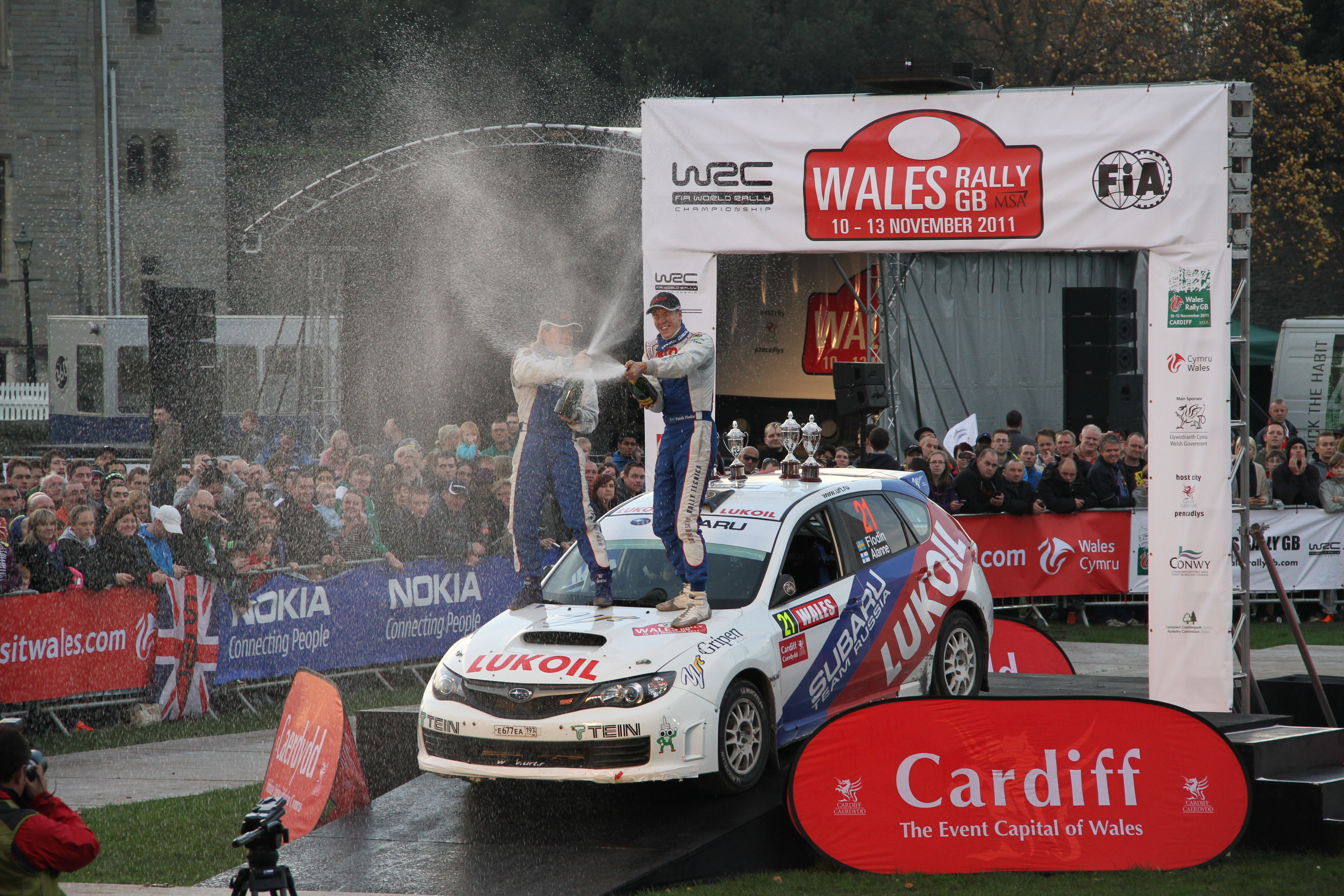
Победа Патрика Флодина на этапе чемпионата мира по ралли в классе PWRC (Wales Rally GB-2011)

Патрик Флодин (швед. Patrik Flodin; 16 августа 1984, Ильсбо, Швеция) — шведский автогонщик. Чемпион Швеции по ралли 2006 года, чемпион России по ралли 2009 года, вице-чемпион мира в PWRC 2010 года.
В 11 лет Патрик Флодин начал принимать участие в соревнованиях по мотокроссу. Его первым автомобилем стал Volvo 240, на котором он катался ради развлечения по льду замерзшего озера. В 15 лет Патрик стал участником любительского чемпионата по ралли-кроссу (Folkrace), а через год, получив водительские права, перешёл в ралли. В 2003 году он стал чемпионом Швеции по ралли в национальном классе Volvo Original Cup. Этот успех помог Патрику найти спонсоров и продолжить свои выступления на международном уровне. Начиная с 2005 года Патрик Флодин принимает участие в Чемпионате мира по ралли (в категории Production Car World Rally Championship).
В конце 2008 года стал гонщиком российской раллийной команды УРТ (Успенский Ралли Техника) и выиграл уже первую для себя гонку чемпионата России (ралли Великие Луки) выступая на автомобиле российской постройки — Subaru Impreza URT’09. Ещё одним успехом стала первая гонка Флодина за команду УРТ в Чемпионате мира по ралли в декабре 2008 года: на ралли Великобритании он занял первое место в категории Production Car World Rally Championship.
В 2009 году Патрик Флодин стал Чемпионом России по ралли, а в сезоне 2010 года, одержав три победы на этапах Чемпионата мира (P-WRC), Патрик стал вице-чемпионом мира уступив португальцу Арминдо Арауджу 26 очков на последнем этапе в Великобритании.
В сезоне 2011 года Патрик, в составе команды Subaru Team Russia, на автомобиле Subaru Impreza URT’10, вновь становится вице-чемпионом мира в классе P-WRC, одержав две победы (в Испании и Португалии) и дважды поднявшись на призовой подиум (Финляндия и Аргентина).

## Результаты
| Год  | Серия или чемпионат                     | Автомобиль              | Победы | Очки | Место |
| ---- | --------------------------------------- | ----------------------- | ------ | ---- | ----- |
| 2005 | Production Car World Rally Championship | Mitsubishi Lancer Evo 7 | —      | —    | —     |
| 2006 | Production Car World Rally Championship | Subaru Impreza WRX STI  | —      | —    | —     |
| 2007 | Production Car World Rally Championship | Subaru Impreza WRX STI  | —      | 3    | 26    |
| 2008 | Production Car World Rally Championship | Subaru Impreza N14      | 1      | 10   | 10    |
| 2008 | Открытый чемпионат России по ралли      | Subaru Impreza N14      | 1      | 25   | 13    |
| 2009 | Production Car World Rally Championship | Subaru Impreza URT’09   | —      | 12   | 7     |
| 2009 | Открытый чемпионат России по ралли      | Subaru Impreza URT’09   | 4      | 100  | 1     |
| 2010 | Production Car World Rally Championship | Subaru Impreza URT’09   | —      | 100  | 2     |
| 2011 | Production Car World Rally Championship | Subaru Impreza URT’10   | 2      | 84   | 2     |